# Henri Alméras
Henri Alméras (1892 – 1965) è stato un profumiere francese.

## Biografia
È conosciuto per aver creato molte delle fragranze di Jean Patou, comprese Amour Amour e Joy.

In precedenza aveva a lungo lavorato per Parfums de Rosine, il marchio attraverso il quale Paul Poiret commercializzata i propri profumi. Per Poiret, la creazione più significativa di Alméras fu senz'altro Le Fruit Defendu. Nel 1925 Poiret cessò la propria attività di profumeria e Alméras passò a lavorare presso Patou. Quello stesso anno realizzò tre profumi: Amour Amour, Que Sais-Je? e Adieu Sagesse. Henri Alméras continuerà a produrre profumi per Patou, anche dopo la morte dello stesso.

## Principali profumi creati
Paul Poiret
- Le Fruit Defendu (1918)

Jean Patou
- Amour Amour (1925)
- Que Sais-Je ? (1925)
- Adieu Sagesse (1925)
- Chaldée (1927)
- Moment Suprême (1929)
- Joy (1920)
- Divine Folie (1933)
- Normandie (1935)
- Vacances (1936)
- Colony (1938)